# زخرفة أمريكية (فلم)
زخرفة أمريكية (بالإنجليزية: American Graffiti) هو فيلم كوميديا أمريكية من سنة 1973 قام بإخراجه والمشاركة في كتابته جورج لوكاس، من بطولة ريتشارد درايفوس ورون هوارد وبول لو مات وتشارلز مارتن سميث وكاندي كلارك وماكنزي فيليبس وسيندي وليامز وهاريسون فورد و‌وولفمان جاك.
الفيلم هو دراسة لثقافة الروك آند رول والتسكع بالسيارة التي كانت منتشرة في جيل ما بعد الحرب العالمية الثانية. الفيلم تقع أحداثه في عام 1962 في موديستو، كاليفورنيا، ويروي قصة مجموعة مراهقين ومغامراتهم في ليلة واحدة.

## طاقم التمثيل
- ريتشارد درايفوس
- رون هوارد
- بول لو مات
- تشارلز مارتن سميث
- كاندي كلارك
- ماكنزي فيليبس
- سيندي وليامز
- هاريسون فورد
- وولفمان جاك

## الميزانية والإيرادات
بلغت تكلفة إنتاج الفيلم حوالي 775,000 دولار بينما حقق أرباحا تقدر بـ 140,000,000 دولار.

### ترشيحات وجوائز
| السنة | الحدث  | الفئة     | النتيجة |
| ----- | ------ | --------- | ------- |
|       | أوسكار | أفضل فيلم | ترشـيـح |

## وصلات خارجية
- مقالات تستعمل روابط فنية بلا صلة مع ويكي بيانات